# Obwód izmailski
Obwód izmailski (ukr. Ізмаїльська область, rum. Regiunea Ismail) – dawny obwód Ukraińskiej SRR w ZSRR, funkcjonujący w latach 1940–1954. Jego obszar odpowiadał mniej więcej historycznemu regionowi Budziak, będącemu częścią Besarabii. Stolicą obwodu był Izmaił. 
Miał terytorium 12,400 km² (4800 ²). Leżał w południowo-zachodniej części Ukrainy, i do chwili zniesienia w 1954 był jej najdalej na południe wysuniętm obwodem. Od południa graniczył z Rumunią, od zachodu i północy z Mołdawską SRR, na północnym wschodzie na krótkim odcinku z obwodem odeskim Ukraińskiej SRR, a na wschodzie z Morzem Czarnym.
W dwudziestoleciu międzywojennym jako jeden z dwóch obwodów (obok czerniowieckiego) znajdował się w granicach Królestwa Rumunii.
Głównym lotniskiem był port lotniczy Izmaił.

## Historia
Obwód został utworzony 7 sierpnia 1940 jako obwód akermański (ukr. Акерманська область; rum. Regiunea Akkerman) z zagarniętej przez ZSRR od Królestwa Rumunii południowej Besarabii (krainy Budziak). Wstępnie składał się z trzech miast na prawach rejonu i 13 rejonów.
7 grudnia 1940 siedzibę obwodu przeniesiono z Akermana do Izmaiła, równocześnie przemianowując obwód na izmailski.
Historyczna odrębność regionu uwidoczniała się w braku naturalnego połączenia lądowego obwodu z resztą Ukrainy, od której oddzielały go wody Dniestru i dniestrowy liman u Morza Czarnego. Do lat 1960. nie było tu żadnego mostu poprzez estuarium Dniestru, a jedyna droga lądowa łączaca obwód z resztą Ukrainy biegła przez terytorium Mołdawii w okolicy Palanki. Dopiero w latach 1960. region otrzymał połączenie z Odessą i resztą Ukrainy, kiedy to wybudowano most kolejowo-drogowy wzdłuż wąskiej mierzei Bugaz. Ponieważ jest to droga lokalna, wiodąca przez gęsto zabudowany obszar letniskowy, droga przez Mołdawię jest dogodniejsza i zatem była i jest częściej korzystana. Poza brakiem naturalnego połączenia z Ukrainą, obwód izmailski, według historyka O.W. Androszczuka, w wyniku inspekcji z lat 1952–1953 wykazał wiele braków, przez co 15 lutego 1954 zniesiono go, a jego terytorium włączono do obwodu odeskiego. 
Obecny obszar dawnego obwodu jest podzielony na dwie gminy (Izmaił i Białogród nad Dniestrem) oraz dziewięć rejonów. Teren ten obejmuje obszar 13,188 km², który w 2015 roku liczył 592.842 mieszkańców.

## Podział administracyjny
Obwód składał się (inicjalnie) z trzech miast i 13 rejonów):
Miasta:
1. Akerman (przemianowany 9 sierpnia 1944 na Białogród nad Dniestrem[8])
2. Izmaił
3. Kilia (do 30 sierpnia 1948[9])
  - Wilkowo (od 13 grudnia 1951[10])

Rejony:
1. rejon arcyski
2. rejon bołgradzki
3. rejon izmailski (22 lutego 1941 przekształcony w rejon suworowski[11], a 21 stycznia 1959 z powrotem w izmailski[12])
4. rejon kilijski
5. rejon limański (18 listopada 1957 przekształcony w rejon białogrodzki[13])
6. rejon nowoiwanowski (zniesiony 30 grudnia 1962[14])
7. rejon renijski
8. rejon saracki
9. rejon starokozacki (zniesiony 30 grudnia 1962[14])
10. rejon tarutyński
11. rejon tatarbunarski
12. rejon tuzielski (zniesiony 21 stycznia 1959[12])
13. rejon wolontyrowski (4 listopada 1940 wyłączony z obwodu izmailskiego i włączony do Mołdawskiej SRR, gdzie został zniesiony 24 lutego 1956)
  - w jego miejsce utworzono 4 listopada 1940 rejon manzyrski, który z kolei przekształcono 22 kwietnia 1941 w rejon borodiński[15]; ten ostatni zniesiono 30 grudnia 1962[14].